# Серый журавль
Серый журавль (лат. Grus grus) — крупная птица, обитающая в Европе и Азии; второй по численности вид журавлей.

## Описание

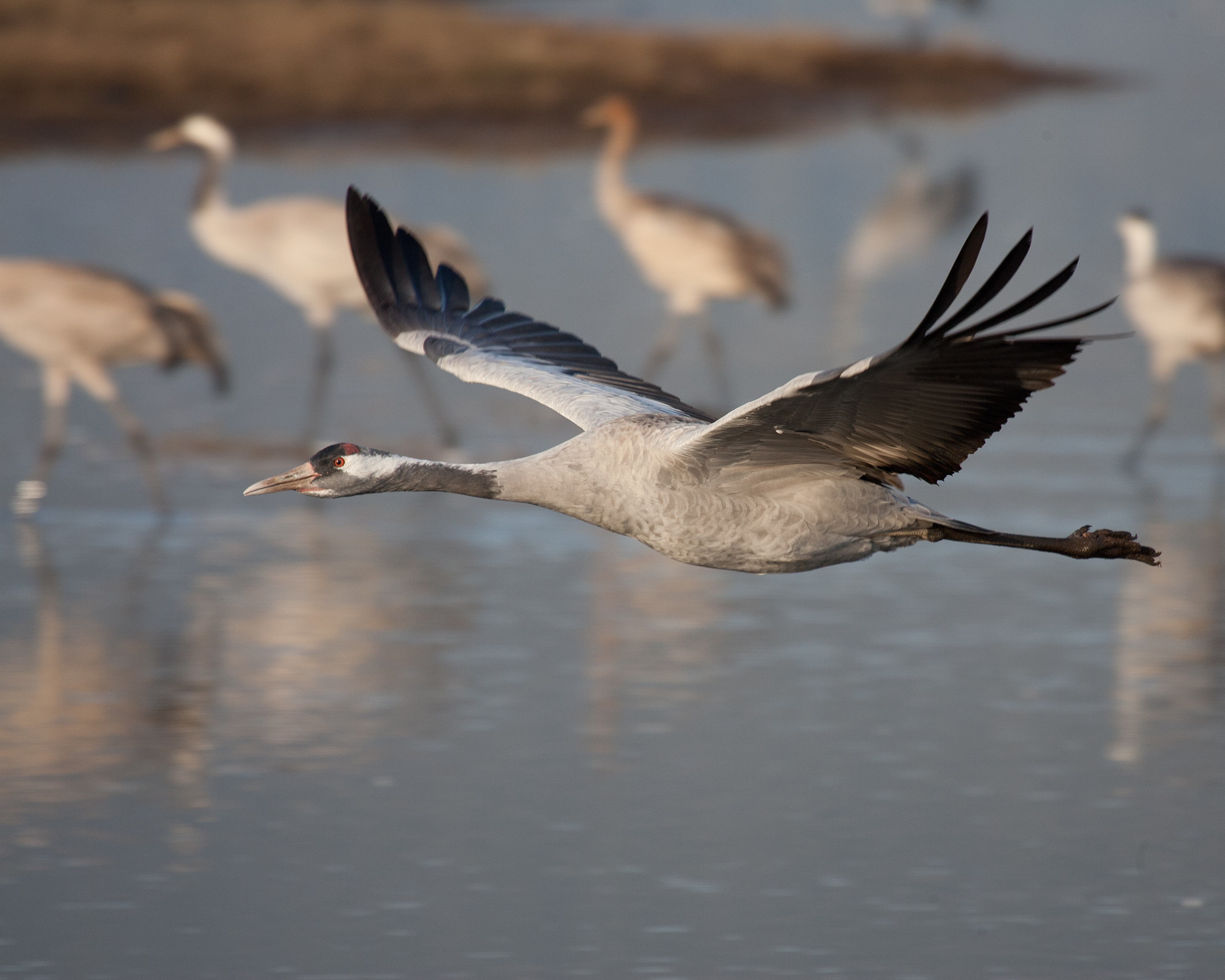
Серый журавль в полёте

Это крупная птица: высота около 115 см, размах крыльев 180—200 см; вес самца до 6 кг, самки до 5 кг 900 г. Оперение большей части тела синевато-серое, что позволяет птице маскироваться от врагов среди лесистой местности. Спина и подхвостье несколько темнее, а крылья и брюхо более светлые. Окончания крыльев чёрные. Передняя часть головы, подбородок, верхняя часть шеи и уздечка чёрные либо тёмно-серые. Затылок синевато-серый. По бокам головы имеется белая широкая полоса, начинающаяся под глазами и далее уходящая вниз вдоль шеи. На темени перья почти отсутствуют, а участок голой кожи выглядит красной шапочкой. Клюв светлый от 20—30 см. Ноги чёрные. У молодых журавлей перья на голове и шее серые с рыжими окончаниями.

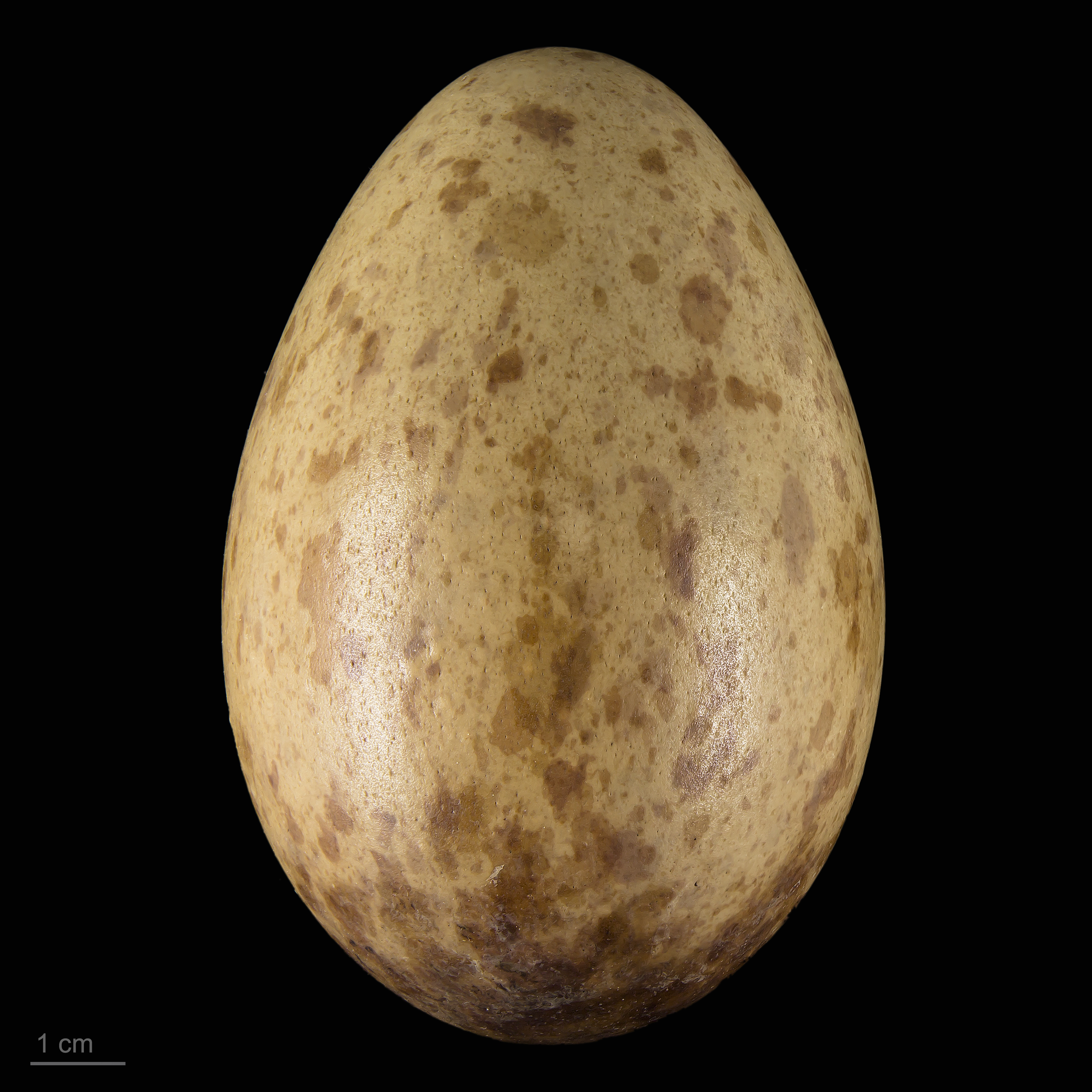
Яйцо Grus grus — Тулузский музей

## Распространение
Гнездится серый журавль в северной, западной и восточной Европе; на большей части территории России вплоть до бассейна реки Колымы и Забайкалья, Северной Монголии и Китае. Кроме того, небольшие участки гнездовий замечены в Турции, на Алтае и Тибете. Отсутствует серый журавль в районах тундры на севере и полупустынь на юге. Зимой мигрирует на юг — в Испанию, Францию, Северную и Восточную Африку, Ближний Восток, Индию, а также южные и восточные районы Китая. Известны залёты в Северную Америку
Гнездится главным образом в болотистой местности: кочковатых болотах, окружённых лесом, в заросших осокой или камышом лугах, в заболоченных поймах рек. Предпочитают большие изолированные заболоченные территории, но в случае недостатка таких мест могут обосноваться на небольших участках вблизи от сельскохозяйственных угодий. Для зимовки выбирают возвышенности, густо покрытые травянистой растительностью; часто селятся вблизи от сельскохозяйственных угодий и пастбищ.

## Размножение
Серые журавли моногамны, держатся вместе и сохраняют пару в течение жизни. Если самец или самка погибает, то оставшаяся птица находит себе другую пару. Другая пара образуется также в случае продолжительных неудачных попыток завести потомство.
Сезон размножения длится с апреля по июль. Пара образуется ещё зимой, до перелёта к месту будущего гнезда. По прибытии к месту размножения самец и самка устраивают между собой характерные ритуальные танцы, которые включают в себя подпрыгивание, хлопанье крыльями и гарцующую походку.
Для гнезда выбирается относительно сухой участок земли, над водой или поблизости от неё. Место выбирается посреди густой растительности — зарослей камышей, осоки и т. п. Как только место выбрано, самец и самка в унисон возвещают об этом сложным и протяжным голосом, тем самым помечая свою территорию. Гнездо большое, свыше метра в диаметре и строится из различного растительного материала. Самка обычно откладывает 2 яйца. Инкубационный период составляет 28—31 день, оба родителя насиживают яйца. Птенцы выводкового типа, покрытые пухом и вскоре после рождения способны покидать гнездо. Полное оперение птенцов наступает через 65—70 дней.

## Образ жизни
В начале брачного сезона серые журавли покрывают свои перья илом и грязью, что делает их гораздо менее заметными во время насиживания и выведения птенцов — такое поведение помогает им прятаться от хищников.
Как и другие виды журавлей, серый журавль начинает свой полёт с разбега, как правило, по ветру, быстро ускоряясь и раскрывая крылья перед взлётом. Летит плавно, делая движения крыльями в определённом ритме, неторопливо опуская их вниз и резко поднимая вверх. Подобно аистам и гусям, но в отличие от цапель, в полёте держит голову вытянутой. Ноги вытянуты назад, однако в холодную погоду могут быть поджаты.
Серые журавли всеядны: питаются различными частями растений (клубнями, стеблями, листьями, ягодами, желудями), беспозвоночными животными (насекомыми и червями), а также небольшими позвоночными: лягушками, змеями, рыбой и грызунами. Питание во многом зависит от наличия того или иного продукта на определённой местности. Если поблизости имеются засеянные зерном поля, то журавль будет пытаться прокормиться зерном, при этом иногда создавая угрозу урожаю.

## Угрозы и охрана

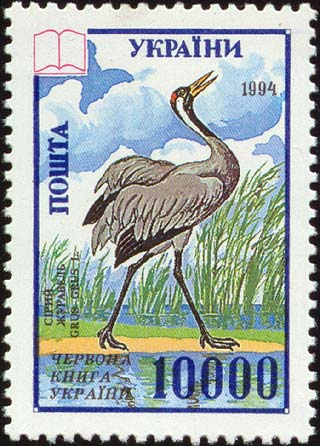
Серый журавль на марке почты Украины, 1994 г.

Численность популяции серого журавля медленно сокращается. Основной причиной уменьшения численности серого журавля считается уменьшение площади территорий, пригодных для гнездовий. Особенно остро эта проблема стоит в Европе, европейской части России и Средней Азии, где осушаются и высыхают болота.
Хотя серый журавль в настоящее время не находится под угрозой исчезновения, во многих странах внутреннее законодательство запретило охоту на этих птиц. В Германии, Израиле и Эфиопии распространением журавлей недовольны фермеры, чьи посевы уничтожаются этими птицами; Международный фонд охраны журавлей пытается решить этот вопрос. Серый журавль включён в список CITES Международного союза охраны природы как вид, продажа или транспортировка которого через границы государств запрещена без специального разрешения. В Подмосковье серому журавлю посвящён целый заказник — Журавлиная родина.